# Lepithrix propygidialis
Lepithrix propygidialis är en skalbaggsart som beskrevs av Schein 1959. Lepithrix propygidialis ingår i släktet Lepithrix och familjen Melolonthidae. Inga underarter finns listade i Catalogue of Life.